# Komsbreen
Der Komsbreen ist ein 8 km langer Gletscher im ostantarktischen Königin-Maud-Land. Im Gebirge Sør Rondane fließt er in nördlicher Richtung zwischen dem Mefjell und der Komsa.
Norwegische Kartografen, die ihn auch deskriptiv benannten, kartierten ihn 1957 anhand von Luftaufnahmen, die bei der US-amerikanischen Operation Highjump (1946–1947) entstanden waren. Namensgebend ist die Ähnlichkeit mit einer Wiege, wie sie bei den Sami seit den Zeiten der Komsa-Kultur Verwendung findet.